# Les Frivolités parisiennes
Les Frivolités Parisiennes est une compagnie d’opéra créée par les musiciens Benjamin El Arbi et Mathieu Franot en 2012, spécialisée dans le répertoire lyrique léger français des XIXe et XXe siècles : opéra-comique, opéra bouffe et comédie musicale.

## Une compagnie d’opéra
Pierre angulaire de la compagnie, l’Orchestre des Frivolités Parisiennes se veut l’héritier spirituel de l’orchestre de l’Opéra-Comique disparu dans les années soixante. Orchestre de chambre oscillant, selon les projets, entre 14 et 40 instrumentistes, il se compose de musiciens curieux et spécialistes de ce répertoire.
Pour chaque production, la compagnie d’opéra choisit des chefs d’orchestre de renom, des metteurs en scène ainsi que des chanteurs lyrique, recrutés sur auditions.

## Répertoire et créations
Désireuse de proposer des œuvres nouvelles, la compagnie d’opéra produit chaque saison des créations et des recréations inédites. Depuis 2012, les Frivolités parisiennes ont donné vie à près de quinze œuvres du genre.
La compagnie est en résidence au Théâtre impérial de Compiègne et au Théâtre municipal de Saint-Dizier ; elle est également artiste associée de la Fondation Singer-Polignac.

### Musique contemporaine
La compagnie des Frivolités parisiennes consacre une partie de ses saisons aux re-créations d’œuvres oubliées par le répertoire. En 2020 elle a eu pu créer un opéra-comique contemporain, écrit par le compositeur Guillaume Connesson sur un livret d’Olivier Bleys intitulé Les Bains macabres, favorisant ainsi l’écriture d’œuvres légères française au XXIe siècle ; l’œuvre a été créée au Théâtre impérial de Compiègne le 24 janvier 2020.

## Pédagogie
Soucieuses de partager ce répertoire auprès du plus grand nombre, les Frivolités parisiennes ont lancé trois projets éducatifs :

### Les Paris frivoles
La création des Paris frivoles est née d’une volonté de promouvoir un travail de découverte et de sensibilisation à l’opéra-comique pour et par de jeunes chanteurs qui le porteront tout au long de leur parcours professionnel. Dès 2014, un cursus d’un an de formation est proposé à une dizaine de jeunes artistes sélectionnés et, à l’issue de celui-ci, une production accompagnée par l’orchestre des Frivolités parisiennes, comme Le Farfadet, un court opéra-comique de 1852,.
Initiation au chant romantique, travail de jeu et de la scène, classe de maître sur le répertoire français, exercices pour passer avec fluidité du parler au chanter, séances de pratique des danses historiquement liées au répertoire lyrique, tous ces ateliers croisés amènent les chanteurs à intégrer ensuite les spectacles de la compagnie, en alimentant régulièrement le fond de troupe et même en se voyant confier des rôles importants. Chaque année grâce à ses auditions, la compagnie a à cœur de propulser de nouveaux talents sur le devant de la scène, d’engager régulièrement sur ses productions de jeunes artistes afin de permettre au public de les découvrir.

### De mômes et d'Opérette
Un projet d’action culturelle auprès des plus jeunes, De mômes et d’Opérette, a été créé afin de retisser des liens culturels et intergénérationnels dans des lieux à forte mixité sociale.

### Frivo’Lycée
Depuis sa création en 2012, la compagnie des Frivolités parisiennes est présente dans les lycées ; elle propose une diversité d’enseignement issue de l’opéra-comique et la comédie chantée. Orchestre et musique, théâtre et scénographie, danse et confection de costumes, les formats proposés varient selon les établissements et les besoins des équipes enseignantes.[réf. nécessaire]
Les intervenants issus des Frivolités sont tous des artistes en exercice, au contact de la réalité d’un métier, et pour qui la pédagogie, quels que soient les âges, est un enjeu majeur pour la formation du spectateur et du citoyen de demain.

## Enregistrements
Depuis sa création, la compagnie a pu enregistrer plusieurs œuvres du répertoire grâce au label Naxos, mais aussi proposer au public un nouveau format discographique : la captation live de ses spectacles grâce au label B.Records.

### La Sirène
Enregistrée au Théâtre impérial de Compiègne en compagnie du chœur des Métaboles et dirigé par David Reiland sous le label Naxos, La Sirène de Daniel-François-Esprit Auber et Eugène Scribe est un opéra-comique en trois actes joué pour la première fois au Théâtre national de l'Opéra-Comique en 1844.

### Tea for Two: From the Belle Époque to the Roaring Twenties
« Il n’y a pas de ville au monde, j’en suis convaincu, où l’on consomme autant de musique qu’à Londres », note Berlioz le 29 juillet 1851 dans sa chronique du Journal des Débats. Une observation toujours d’actualité au tournant du XXe siècle. Londres et Paris partagent une effervescence artistique qui les rend incontournables et nombre d’artistes britanniques sont affichés sur les scènes parisiennes. La musique française irradie de tous ses feux et le goût parisien est prescripteur.
Tea for Two est un tour d’horizon par nature incomplet et subjectif qui s’inscrit dans la dynamique d’exploration au cœur des Frivolités parisiennes, de ses concerts et de ses productions, paru en 2018.

### Don César de Bazan
Le 12 juin 2020 est sorti sous le label Naxos un enregistrement de Don César de Bazan, opéra-comique en quatre actes de Jules Massenet, réalisé au Théâtre impérial de Compiègne et dirigé par Mathieu Romano de l'Ensemble Aedes ; la compagnie des Frivolités parisiennes est à l'origine de ce projet, ayant à cœur d'enregistrer cette œuvre, qu'elle avait montée sur scène dès 2016,.

### Le Diable à Paris
Avec la complicité du label B.Records, la compagnie commence une série d’enregistrements live de ses productions. Premier né de ce partenariat, Le Diable à Paris, surprenante et bouillonnante oeuvre de Marcel Lattès recréée en décembre 2020 au Théâtre de l’Athénée Louis-Jouvet. Ce projet sortira en juin 2021.

### Frivol's Club
Toujours sous le label B.Records, et à la suite du succès de la soirée du 31 décembre au Théâtre du Châtelet, ce programme concocté par Christophe Mirambeau mettra en lumière la chanson légère française du début du siècle, tout en laissant la voie libre aux arrangeurs de talent avec qui la compagnie collabore pour proposer leur version de certains classiques du répertoire. 

### Le Testament de la Tante Caroline
Grand succès sur la scène du Théâtre de l'Athénée Louis-Jouvet en juin 2019, le label Naxos avait souhaité graver cet inédit d'Albert Roussel. Cet inédit parait en février 2022.